# أصلي كندي
أصلي كندي هي قرية في مقاطعة مرند، إيران. عدد سكان هذه القرية هو 103 في سنة 2006.